# الشیتسا
الشیتسا (به بلغاری: Elshitsa) یک منطقهٔ مسکونی در بلغارستان است که در استان پازارجیک واقع شده‌است.
 الشیتسا ۵۳٬۷۲۱ کیلومتر مربع مساحت و ۷۰۴ نفر جمعیت دارد و ۴۵۲ متر بالاتر از سطح دریا واقع شده‌است.